# Hage Geingob
Hage Gottfried Geingob, né le 3 août 1941 à Otjiwarongo et mort le 4 février 2024 à Windhoek (Namibie), est un homme politique namibien, membre de la SWAPO et militant anti-apartheid. Il est Premier ministre du 21 mars 1990 au 28 août 2002, et de nouveau du 4 décembre 2012 au 21 mars 2015, date à laquelle il accède à  la fonction de président de la République qu'il exerce jusqu'à sa mort.

## Biographie

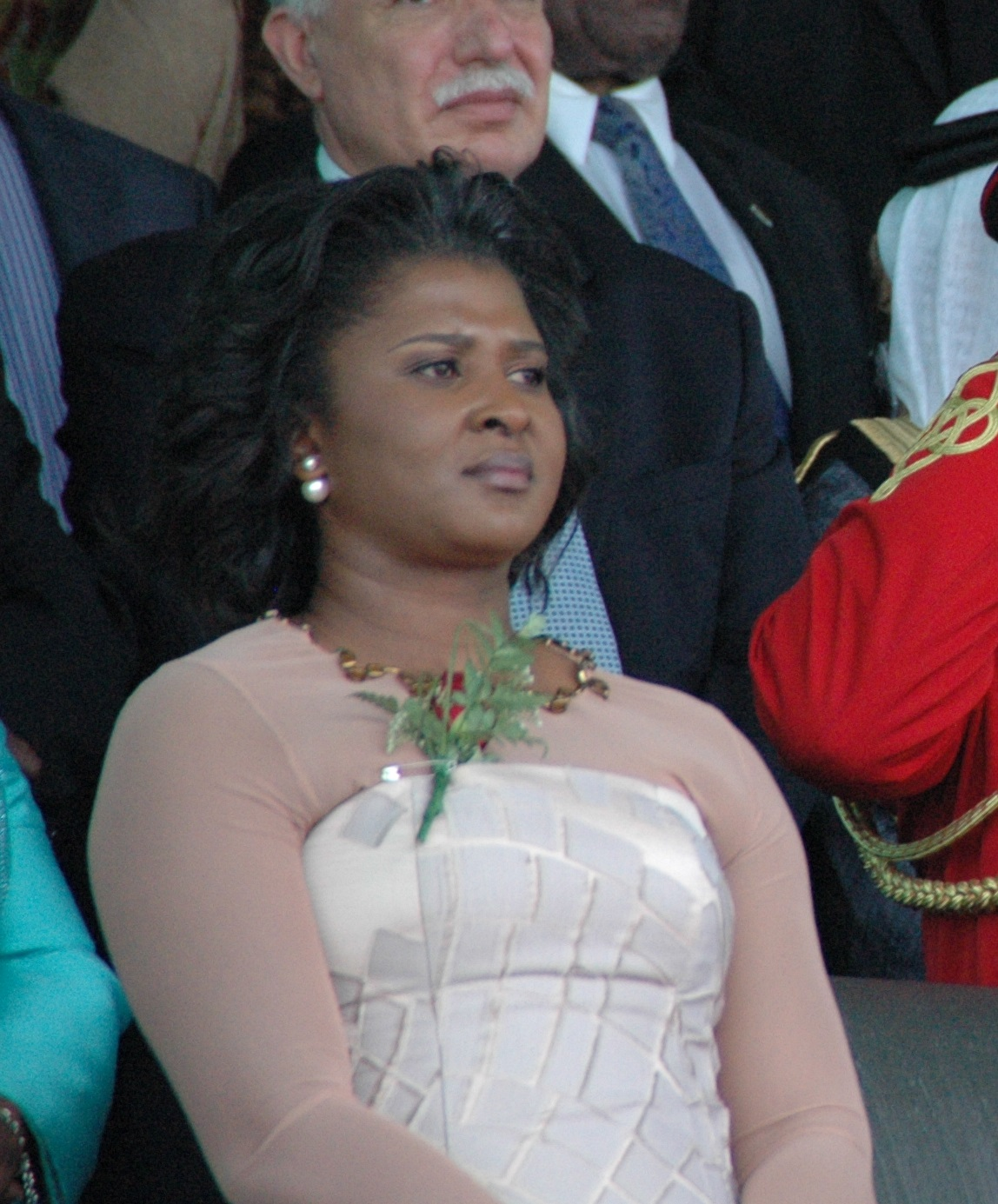
Monica Geingos, son épouse depuis 2015.

### Jeunesse et formation
Hage Gottfried Geingob est né en 1941  dans une famille de l'ethnie Damara à Otjiwarongo dans le Sud-Ouest africain alors sous tutelle de l'Afrique du Sud (au nord d'un territoire devenu ensuite la Namibie). Il passe son enfance dans le district de Grootfontein puis dans celui d'Otavi.
Hage Geingob fait des études au Augustineum Training College de 1958 à 1961. Il en est exclu en 1960 pour avoir participé à une manifestation contre la qualité insuffisante du système éducatif des Africains du Sud-Ouest africain, mais son exclusion est finalement annulée lui permettant d'obtenir son diplôme d'enseignant. Il est alors affecté à l'école primaire de Tsumeb. Au bout d'une année à ce poste, il démissionne et rejoint le Bechuanaland afin de pouvoir accéder à des études supérieures. Il tente de rejoindre Dar es Salaam par un charter affrété par l'ANC sud-africain mais l'avion est immobilisé au sol par les services secrets sud-africains avant son décollage.
En 1964, il rejoint les États-Unis pour suivre des études supérieures de sciences politiques. En 1974, il est diplômé en relations internationales de la faculté de recherches en sciences sociales, à l'université The New School à New York.

### Carrière politique

#### Nations unies
Hage Geingob devient en 1963 représentant de la branche namibienne de la « South West Africa People’s Organization » (SWAPO). De 1964 à 1971, il est le représentant de la SWAPO auprès des Nations unies et joue un rôle actif pour faire reconnaître l'organisation comme représentant du Sud-Ouest africain et pour faire retirer son mandat à l'Afrique du Sud.
En 1972, il rejoint le secrétariat des Nations-Unies pour les affaires politiques. En 1975, il est nommé directeur de l'institut onusien pour la Namibie qui doit servir à fournir des cadres de la fonction publique à une future république de Namibie.

#### Premier ministre
En 1989, Hage Geingob, déjà membre du comité central, est élu au bureau politique de la SWAPO pour suivre le déroulement de la campagne électorale en Namibie. Le 18 juin 1989, il retourne dans son pays natal après 27 années d'absence. Le 21 novembre suivant, à la suite des élections qui ont donné 57 % des voix à la SWAPO, il est élu président de l'Assemblée constituante. Il se fait alors l'apôtre de la réconciliation nationale et c'est en grande partie grâce à lui que la Constitution, agréée sans réserve par les juristes sud-africains, est adoptée à l'unanimité des députés en février 1990. Il dirige alors le cabinet fantôme en attendant la proclamation de l'indépendance de la Namibie, et gère durant la période transitoire le relais de l'administration sud-africaine par une administration namibienne.
Le 21 mars 1990, Hage Geingob devient officiellement le premier Premier ministre de Namibie. Bien que Damara, il prend l'ascendance dans un mouvement dominé par l'ethnie ovambo, symbolisant l'ouverture de la SWAPO vers les autres ethnies. Pendant douze  ans au poste de premier ministre, il soutient et applique une ligne politique modérée en dépit des discours plus radicaux du président Sam Nujoma ou du secrétaire général de la SWAPO, Moses Garoëb.
En 2004, Hage Geingob est élu député pour la quatrième fois consécutive. Il est ministre du Commerce et de l'Industrie du 8 avril 2008 au 4 décembre 2012, date à laquelle il est nommé une deuxième fois au poste de Premier ministre, qu'il occupe jusqu'en mars 2015.
Dans l'affaire UraMin, Hage Geingob est un temps consultant rémunéré par l'UraMin, mais affirme avoir toujours déclaré ce rôle et les revenus associés.

#### Président de la République
Candidat de la SWAPO à l'élection présidentielle de 2014, Geingob est élu dès le premier tour le 28 novembre en obtenant 86,73 % des voix. Il s'agit de la première élection présidentielle en Afrique qui se tient par vote électronique. Il prend ses fonctions le 21 mars 2015, quelques jours après avoir épousé Monica Geingos.
En 2016, la croissance de l'économie namibienne passe de 5,7 % à 0,8 %, ce qui affecte la notation du pays par les institutions financières, mais Hage Geingob affirme fin 2017 vouloir maintenir son indépendance vis-à-vis du FMI et de la Banque mondiale. En mars 2018, alors que la Chine investit massivement en Namibie, Hage Geingob assure que son pays ne compromet pas son intégrité économique et politique pour autant.
En mars 2017, il lance une réforme agraire visant à se réapproprier les terrains agricoles détenus par les blancs et étrangers représentant 43 % des terres arables. En octobre 2018, il relance cette proposition qui semble ne pas avoir abouti la première fois,. Ce projet s'inscrit dans son programme de renouveau économique dénommé National Equitable Economic Empowerment Framework (NEEF, inspiré du Black Economic Empowerment sud-africain), un ensemble de lois couvrant 6 domaines stratégiques pour débloquer l'égalité économique dans le pays.
En février 2018, il interdit à tous ses ministres de voyager aux frais de l'État durant toute la durée du mois, une mesure visant à réduire les dépenses publiques.
Le 17 août 2018, il est nommé président de la SADC,. Le 13 décembre 2018, il assure la médiation entre le duo Jean-Pierre Bemba-Moïse Katumbi, exclus des élections congolaises, et la SADC.
À nouveau candidat à l'élection présidentielle de novembre 2019, Geingob est réélu avec 56,3 % des suffrages exprimés, score en baisse par rapport aux 86 % qu’il avait obtenus cinq ans auparavant. Panduleni Itula, candidat dissident de la Swapo, responsable du Mouvement des sans-terre (LPM) de Bernadus Swartbooi obtient 30 % des suffrages. Le chef de l’opposition, McHenry Venaani, du Mouvement démocratique populaire (PDM), autrefois proche de l’Afrique du Sud de l’apartheid, obtient 5,3 % des suffrages. La Swapo obtient de ce fait 65 % des sièges à l’Assemblée nationale, échouant à obtenir une majorité des deux tiers comme dans la législature précédente.
À la tribune de l'ONU, le président Geingob a qualifié d'« apartheid vaccinal » les différences de disponibilité des vaccins contre la Covid-19 entre les pays pauvres et les pays riches.
Atteint d'un cancer, Hage Gottfried Geingob meurt le 4 février 2024 un peu après minuit dans un hôpital de Windhoek en Namibie à l'âge de 82 ans. Il est le premier président namibien à mourir en fonction. Son vice-président Nangolo Mbumba lui succède et termine son mandat, jusqu'à l'investiture de Netumbo Nandi-Ndaitwah, vainqueure de l'élection présidentielle de 2024.